# Frieda
Frieda is een personage uit de Amerikaanse stripserie Peanuts van Charles M. Schulz. Ze maakte haar debuut in de strip op 6 maart 1961 en bleef gedurende veertien jaar een vast personage. Haar laatste reguliere optreden in de strip was op 20 maart 1975. Daarna had ze enkel nog een paar cameo's.

## Achtergrond
Volgens Schulz was Frieda gebaseerd op zijn vriendin Frieda Rich, een tekenares die hij had ontmoet toen hij nog op de Minneapolis Art Instructions School zat.

## Personage
In haar debuutstrip werd Frieda door Linus voorgesteld aan Charlie Brown. In de eerste paar strips was haar rol beperkt tot die van een klasgenoot van Linus.
Frieda staat vooral bekend om haar rode gekrulde haar, waarop ze zelf erg trots is. Dit haar blijft onder alle omstandigheden in model, tot ergernis van veel van de andere personages. Frieda lijkt zeker als het om haar haren gaat erg ijdel, maar op haar beurt vindt zijzelf dat de andere personages juist jaloers zijn op haar.
Frieda was doorgaans aardiger tegen Charlie Brown dan de meeste andere meisjes uit de strip, hoewel ze zelf ook een paar keer tegen hem tekeer ging. Ze sloot zich uiteindelijk aan bij Charlies honkbalteam. Frieda kon echter vrijwel niet overweg met Snoopy, die ze vaak als “lui” en “waardeloos” vond. Ze wil graag dat Snoopy een jachthond wordt en wat minder vaak gaat liggen slapen op zijn hok. Frieda nam uiteindelijk zelf een kat genaamd Faron, die zowel bij Snoopy als de andere personages niet echt geliefd was.